# Alejandro Otero Fernández
Alejandro Otero Fernández (Redondela, província de Pontevedra, 1889 - Mèxic, 1953) fou un metge i polític socialista gallec. Estudià medicina a la Universitat de Santiago de Compostel·la i va exercir a Granada fins que el 1914 fou nomenat catedràtic de ginecologia de la Universitat de Granada, de la que en feou escollit rector el 1932. A les eleccions generals espanyoles de 1931 fou elegit diputat per la província de Pontevedra pel PSOE i regidor de l'ajuntament de Grabada, i aprofità el càrrec per afavorir l'impuls de l'Hospital Clínic de Granada. Fou empresonat uns mesos durant la Revolució de 1934. Durant la guerra civil espanyola fou subsecretari d'armament i en acabar es va exiliar a Mèxic, on va continuar treballant com a metge i col·laborà amb el govern de la República espanyola en l'exili.